# مسیر گرند کنیون
مسیر گرند کنیون (انگلیسی: Grand Canyon Trail) یک فیلم وسترن آمریکایی به کارگردانی ویلیام ویتنی است که در سال ۱۹۴۸ منتشر شد.

## بازیگران
- روی راجرز
- اندی دیواین
- رابرت لیوینگستون
- چارلز کلمن
- جیمز فینلیسون